# Jeremiah H. Murphy
Jeremiah Henry Murphy (ur. 19 lutego 1835 w Lowell, zm. 11 grudnia 1893 w Waszyngtonie) – amerykański prawnik, polityk, członek Partii Demokratycznej.

## Działalność polityczna
W 1873 i ponownie w 1878 został wybrany burmistrzem Davenport. Od 1874 do 1878 zasiadał w Senacie Iowy. W okresie od 4 marca 1883 do 3 marca 1887 przez dwie kadencje był przedstawicielem 2. okręgu wyborczego w stanie Iowa w Izbie Reprezentantów Stanów Zjednoczonych.